# 市川警察署
市川警察署（いちかわけいさつしょ）は、千葉県警察が管轄する警察署。大規模警察署であり、署長は警視正。

## 所在地
- 千葉県市川市鬼高四丁目4番1号

## 管轄区域
- 市川市（行徳警察署管轄区域を除く）

## 庁舎概要
市川警察署庁舎
- 竣工年：1976年
- 延床面積：5,147m²
- 構造/規模：SRC造、地上7階/地下1階

## 沿革
- 1954年（昭和29年）7月1日 - 警察法施行により市川市警察署から千葉県市川警察署となる。
- 1976年（昭和51年）4月18日 - 現在地に庁舎を新築。

## 交番
- 市川駅前交番（市川市市川1丁目1番1号）
- 大洲交番（市川市市川南2丁目6番6号）
- 大野駅前交番（市川市大野町2丁目272番）
- 国府台交番（市川市市川3丁目30番1号）
- 国分交番（市川市東国分1丁目30番17号）
- 菅野交番（市川市東国分1丁目30番17号）
- 中国分交番（市川市中国分4丁目27番2号）
- 原木交番（市川市高谷1丁目8番1号）
- 真間交番（市川市真間1丁目14番20-100号）
- 南八幡交番（市川市南八幡4丁目16番11号）
- 本八幡交番（市川市八幡2丁目17番1号）
- 若宮交番（市川市若宮3丁目54番5号）
- 柏井交番（市川市柏井町1丁目1153番22）

## 警察官連絡所
- 市川橋警察官連絡所（市川市市川2丁目15番32号） - 旧市川橋交番：2007年4月1日より交番再編により管轄を大洲交番・国府台交番に移管・統合
- 須和田警察官連絡所 - 旧須和田駐在所：2007年4月1日より交番再編により管轄を真間交番に移管・統合